# Ferdinand Schulz F.S.3

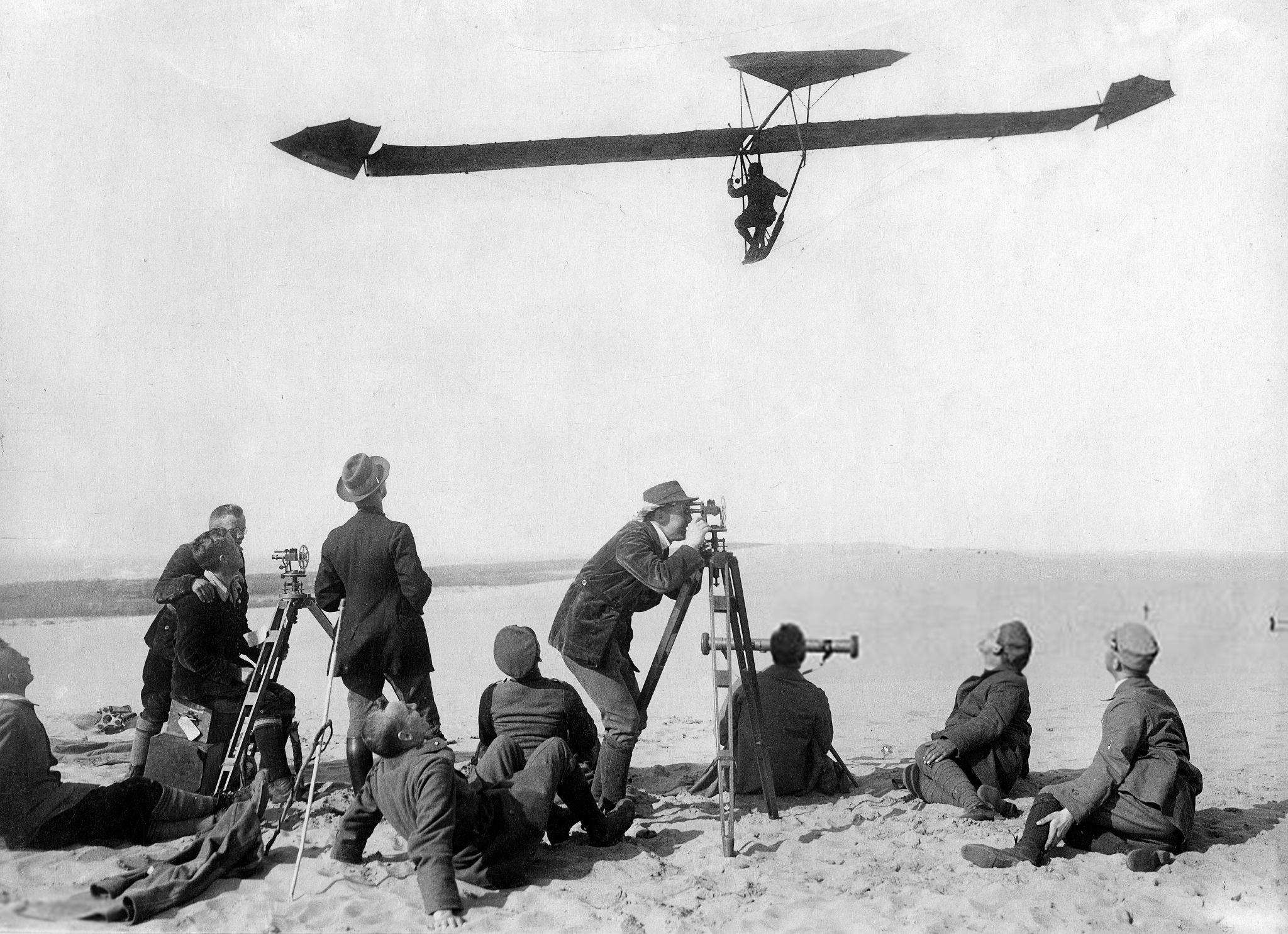
Am 11. Mai 1924 stellt Schulz während des 2. Küstenflugwettbewerbs in Rositten auf seiner Besenstielkiste mit 8:42 h einen Dauerflug-Weltrekord im Segelflug auf.

Das von Ferdinand Schulz entworfene und gebaute Segelflugzeug F.S.3 trug auch die Spitznamen Besenstielkiste und „Besenstiel“. Obwohl mit diesem Fluggerät zahlreiche Rekorde erflogen werden konnten, behielt es seine Spitznamen.
Es wurde 1922 – wie schon 1921 die F.S.2 – beim Rhönwettbewerb wegen mangelnder Baufestigkeit von der Technischen Kommission (Teko) nicht zugelassen.

## Konstruktion
Der verspannte Hochdecker hat eine zweiholmige Tragfläche mit von Schulz modifiziertem Joukowski-Profil. Den Leitwerksträger bilden zwei übereinanderliegende Holme.
Die Zelle der F.S.3 war ausschließlich aus Tannenbäumen und Türscharnieren gefertigt, die Bespannung bestand aus alten Armee-Bettbezügen und die Steuerung erfolgte über zwei Tischtennisschlägern ähnlichen Ruderklappen an den Tragflächenenden.

## Weltrekord
Am 11. Mai 1924 blieb Ferdinand Schulz während des zweiten Deutschen Küstenflugwettbewerbs an der Kurischen Nehrung mit seiner „Besenstielkiste“ 8 Stunden und 42 Minuten durch Nutzen des Hangaufwinds in der Luft und stellte damit einen Weltrekord auf.

## Technische Daten
| Kenngröße        | Daten (Nachbau) |
| ---------------- | --------------- |
| Besatzung        | 1               |
| Länge            | 4,8 m           |
| Spannweite       | 12,5 m          |
| Flügelfläche     | 18,4 m²         |
| Flügelstreckung  | 9,8 (8,5)       |
| Leermasse        | 47,3 kg         |
| Startmasse       | 123 kg          |
| Flächenbelastung | 7,2 kg/m²       |

## Erhaltene Exemplare
Ein Nachbau befindet sich im Deutschen Segelflugmuseum mit Modellflug auf der Wasserkuppe.